# Sabine Emiliani
Sabine Emiliani (* in Frankreich) ist eine französische Filmeditorin.

## Leben
Sabine Emiliani kam ab 1992 zunächst als Schnittassistentin bei französischen Fernsehfilmen zum Einsatz. Mit Fabienne Féret schnitt sie zwischenzeitlich zwei Filme von René Féret, La Place d’un autre (1993) und Les Frères Gravet (1996). Bei der von Frankreich koproduzierten Fernsehserie Dark Realm war sie von 2000 bis 2001 bei zwölf Folgen am Tonschnitt beteiligt. Erneut als Schnittassistentin tätig war sie 2002 bei Brian De Palmas Erotikthriller Femme Fatale für den Filmeditor Bill Pankow.
Ihren bisher größten Erfolg als eigenständige Filmeditorin konnte Emiliani mit dem Schnitt von Luc Jacquets Oscar-prämiertem Dokumentarfilm Die Reise der Pinguine verbuchen, der ihr 2006 den Eddie Award der American Cinema Editors sowie Nominierungen für den BAFTA und den César einbrachte. Jacquet betraute sie daraufhin auch mit dem Schnitt seines Spielfilms Der Fuchs und das Mädchen (2007). Für Wayne Roberts montierte Emiliani später dessen Filme Katie Says Goodbye (1996) und The Professor (2018). Seit Die Reise der Pinguine trat sie wiederholt als Editorin von Dokumentarfilmen in Erscheinung. Bei Midway (2013), einem Film über den von Plastikmüll geplagten Laysanalbatros, war sie darüber hinaus auch für das Buch zuständig und führte zusammen mit dem Filmemacher und Umweltaktivisten Chris Jordan die Regie. Auch bei französischen Fernsehproduktionen, ob Serie, Spielfilm oder Dokumentation, ist Emiliani seit den 2000er Jahren verstärkt als Editorin aktiv.

## Filmografie (Auswahl)
- 1993: La Place d’un autre
- 1996: Les Frères Gravet
- 2001: Combats de femme – Un amour de femme (TV-Reihe, eine Folge)
- 2004: Mortelle conviction (TV-Film)
- 2005: Die Reise der Pinguine (La Marche de l’Empereur) (Dokumentarfilm)
- 2007: Der Fuchs und das Mädchen (Le Renard et l’Enfant)
- 2007: Ma vie n’est pas une comédie romantique
- 2008: Law & Order Paris (Paris, enquêtes criminelles) (TV-Serie, zwei Folgen)
- 2008–2009: Diane, femme flic (TV-Serie, drei Folgen)
- 2009: Das Schiff der Kindersklaven (Esclaves des mers) (TV-Film)
- 2009: Tod in der Zeitschleife (Hors du temps) (TV-Film)
- 2010: La Peau de chagrin (TV-Film)
- 2011: Die Jäger – The New Open Season (The Hunters)
- 2011: Deep Inside (Kurzfilm)
- 2012: Sous le figuier
- 2012: Meine Reise zum Dach der Welt (Alexandra David-Néel: J’irai au pays des neiges) (TV-Dokumentarfilm)
- 2012: Wenn die Vulkane erwachen (Mémoires de volcans) (TV-Dokumentarfilm)
- 2013: Midway (Dokumentarfilm, auch Regie und Drehbuch)
- 2016: Die Channel Islands vor Kaliforniens Küste (Les Channel Islands, une histoire américaine) (TV-Dokumentarminiserie)
- 2016: Katie Says Goodbye
- 2018: The Professor (Richard Says Goodbye)
- 2019: Wer hat den kleinen Grégory getötet? (Grégory) (TV-Miniserie)
- 2020: Le Voyageur (TV-Reihe, drei Folgen)
- 2021: Rushed
- 2021: Nose (Dokumentarfilm)
- 2024: Dieu est une femme

## Auszeichnungen
- 2006: Nominierung für den BAFTA in der Kategorie Bester Schnitt für Die Reise der Pinguine
- 2006: Nominierung für den César in der Kategorie Bester Schnitt für Die Reise der Pinguine
- 2006: Eddie Award der American Cinema Editors in der Kategorie Bester Schnitt eines Dokumentarfilms für Die Reise der Pinguine